# Màn hình đa chức năng
Màn hình đa chức năng (tiếng Anh: Multi-function display hay MFD, tiếng Nga: Многофункциональный индикатор), còn gọi là màn hình đa thông tin là một màn hình nhỏ (CRT hoặc LCD) bao quanh bởi nhiều phím mềm (nút cấu hình được) có thể được sử dụng để hiển thị thông tin cho người dùng theo nhiều cách có thể cấu hình được. 
MFD có nguồn gốc từ hàng không, đầu tiên trong máy bay quân sự, sau đó được sử dụng bởi máy bay thương mại, hàng không nói chung, ô tô, xe thể thao và bảng điều khiển

## Màn hình đa chức năng trong ô tô

MFD trên một chiếc ô tô hiện đại

Trong công nghệ ô tô hiện đại, MFD được sử dụng trong xe hơi để hiển thị điều hướng, giải trí và thông tin trạng thái xe.

## Màn hình đa chức năng trong hàng không
Thông thường, MFD sẽ được sử dụng chung với màn hình chuyến bay chính (PFD), và tạo nên một thành phần của buồng lái màn hình hiển thị. 
MFD là một phần của kỷ nguyên kỹ thuật số của máy bay hiện đại hoặc máy bay trực thăng. MFD đầu tiên được giới thiệu bởi các lực lượng không quân vào cuối những năm 1960 và đầu những năm 1970; một ví dụ thời điểm đó là F-111D (đặt hàng lần đầu tiên vào năm 1967, được giao từ năm 1970, 73). Ưu điểm của MFD so với màn hình tương tự là MFD không chiếm nhiều diện tích buồng lái, vì dữ liệu có thể được trình bày trong nhiều trang, thay vì chỉ luôn hiển thị một lúc. Ví dụ, buồng lái RAH-66 "Comanche" hoàn toàn không có mặt số hoặc đồng hồ đo tương tự. Tất cả thông tin được hiển thị trên các trang MFD. Các trang MFD có thể có thể khác nhau cho từng máy bay, bổ sung cho khả năng của chúng (trong chiến đấu).
Nhiều MFD cho phép các phi công hiển thị lộ trình dẫn đường, bản đồ di chuyển, radar thời tiết, NEXRAD, hệ thống cảnh báo gần mặt đất, hệ thống cảnh báo va chạm máy bay, và thông tin sân bay trên cùng một màn hình.

MFD được thêm vào tàu con thoi (cùng với buồng lái màn hình hiển thị) bắt đầu từ năm 1998, thay thế các thiết bị tương tự và CRT. Thông tin được hiển thị là tương tự nhau và buồng lái màn hình hiển thị lần đầu tiên được bay trên nhiệm vụ STS-101. Mặc dù nhiều máy bay kinh doanh doanh nghiệp đã có chúng trong nhiều năm trước, Cirrus SR20 chạy bằng piston trở thành máy bay được chứng nhận part-23 đầu tiên trang bị MFD vào năm 1999 (và là một trong những máy bay hàng không dân dụng đầu tiên có màn hình bảng điều khiển 10 inch), theo sát đó là Columbia 300 vào năm 2000 và nhiều máy bay khác trong những năm tiếp theo.

Một sơ đồ minh hoạ về màn hình đa chức năng
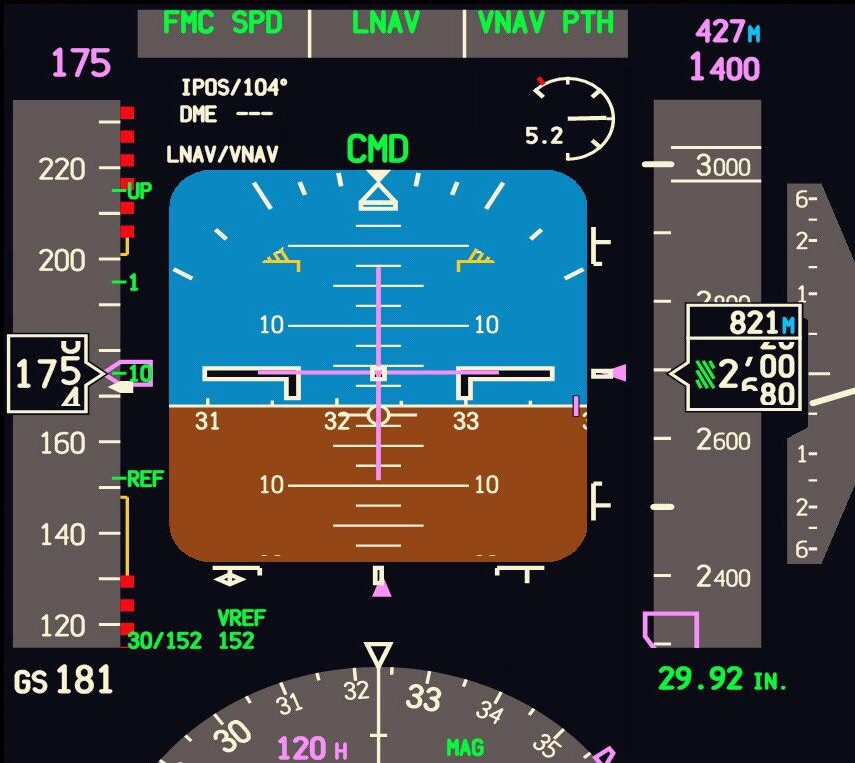
PFD
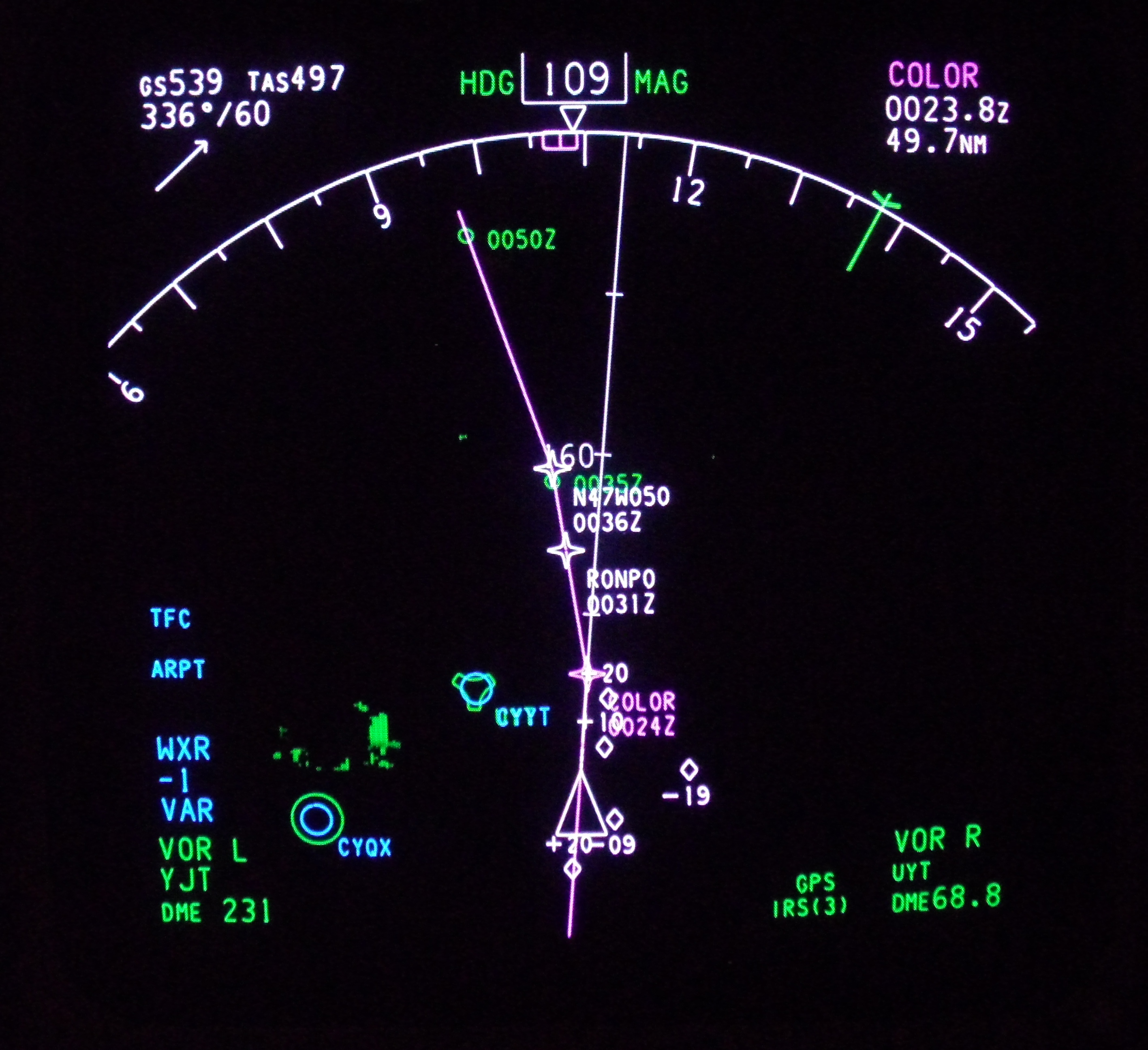
ND
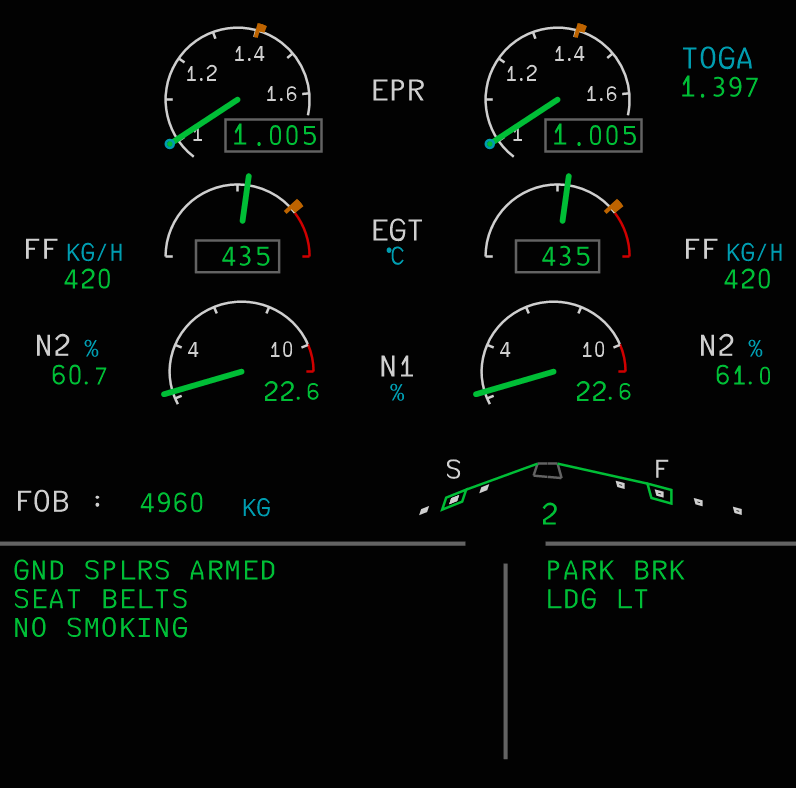
ECAM